# Vanilla Ninja (album)
Vanilla Ninja is het debuutalbum van de Estse meidenband Vanilla Ninja uit 2003.

## Nummers
- Guitar and old blue jeans 4:02
- Why? 3:21
- Club kung fu 2:44
- Nagu Rockstaar 4:05
- Purunematu 3:26
- Inner radio 3:02
- Outcast 4:00
- Toxic 2:22
- Spit it out 4:47
- Psycho 3:16
- Klubikuningad 2:08
- Polluter 3:24
- Vanad teksad ja kitarr 3:43
- Sugar and honey 3:29
- Club kung fu (Drum 'n' Bass Remix) 4:27